# Laphria canis
Laphria canis là một loài ruồi trong họ Asilidae. Laphria canis được Williston miêu tả năm 1883.